# Evert Kroon (Wasserballspieler)

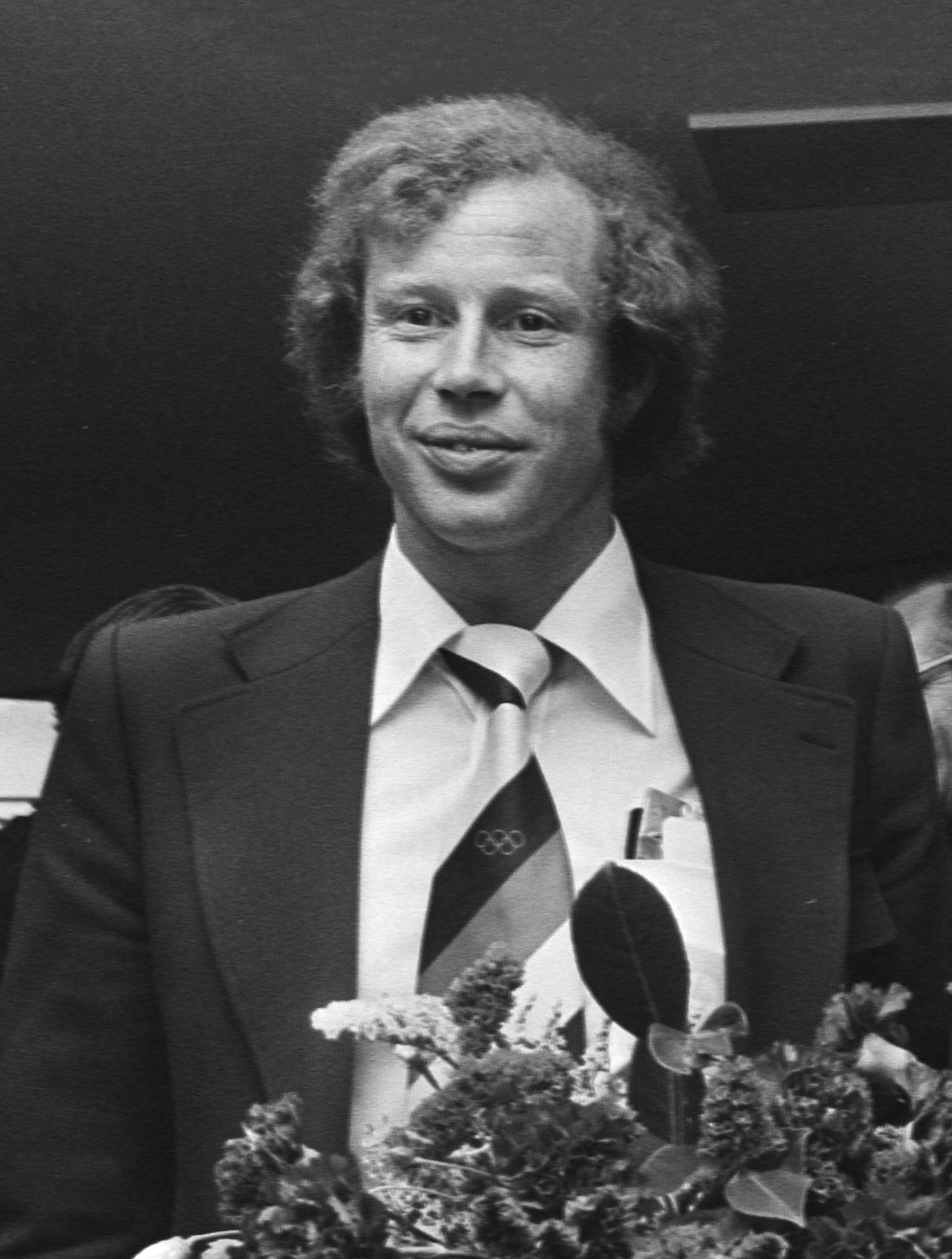
Evert Kroon (1976)

Evert Gerrit Kroon (* 9. September 1946 in Hilversum; † 2. April 2018 in De Bilt) war ein niederländischer Wasserballspieler. Mit der niederländischen Nationalmannschaft wurde er Olympiadritter 1976.

## Sportliche Karriere
Der 1,92 m große Torhüter spielte beim Verein De Robben in Hilversum, mit diesem Verein gewann er achtmal den niederländischen Meistertitel.
Kroons erste Olympiateilnahme war als zweiter Torhüter neben Feike de Vries bei den Olympischen Spielen 1968 in Mexiko-Stadt, wobei Kroon in allen Spielen eingesetzt wurde. Die Niederländer belegten in ihrer Vorrundengruppe den vierten Rang. In den Platzierungsspielen erreichten sie den siebten Platz in der Gesamtwertung.
Bei den Olympischen Spielen 1972 in München war Evert Kroon Stammtorhüter mit Wim van de Schilde als zweitem Torwart. Die Niederländer erreichten den dritten Platz in ihrer Vorrundengruppe und spielten um die Plätze 7–12. Am Ende belegten sie den siebten Platz. 1974 erreichten die Niederländer den vierten Platz bei der Europameisterschaft in Wien.
1976 bei den Olympischen Spielen in Montreal war Alex Boegschoten zweiter Torwart hinter Kroon, wobei Boegschoten nicht eingesetzt wurde. Die Niederländer erreichten die Finalrunde als Vorrundenerste. Dabei hatten sie mit einem 3:2 die sowjetische Mannschaft auf den dritten Gruppenplatz gedrängt, in diesem Spiel gelangen Kroon elf erfolgreiche Paraden. Nach der Finalrunde standen die Ungarn als Olympiasieger fest. Dahinter hatten die Italiener und die Niederländer jeweils zwei Siege, zwei Unentschieden und eine Niederlage. Die Tordifferenz war ebenfalls gleich und im direkten Vergleich hatten sich die beiden Teams mit 3:3 getrennt. Die Italiener erhielten die Silbermedaille dank der mehr erzielten Tore in der Finalrunde, die Niederländer erhielten die Bronzemedaille. Nach der Bronzemedaille bei den Olympischen Spielen 1948 war dies die zweite olympische Medaille für den niederländischen Wasserball, die dritte gewannen die Wasserballerinnen mit Gold 2008.